# 1950 en aéronautique
Chronologie de l'aéronautique
- 1946
- 1947
- 1948
- 1949
- 1950
- 1951
- 1952
- 1953
- 1954

Cet article présente les faits marquants de l'année 1950 en aéronautique.

## Évènements

### Janvier
- 14 janvier : premier vol du chasseur soviétique Mikoyan-Gourevitch MiG-17.
- 19 janvier : premier vol du chasseur canadien Avro CF-100 Canuck.
- 20 janvier : premier vol de l'avion d'entraînement North American T-28 Trojan.
- 24 janvier : premier vol du chasseur expérimental North American YF-93.
- 28 janvier : premier vol du biplace d'école Brochet MB-70.

### Mars
- 28 mars : le Latécoère 631 F-BANU s’écrase au large du Cap Ferret, c'est le quatrième accidenté de ce qui sera la dernière série d'hydravions Latécoère.

### Avril
- 7 avril : Pierre Gallay se tue à bord du prototype SNCAC NC.1080.
- 12 avril : première traversée de la Manche en planeur entre Londres et Bruxelles réalisé par L. Welsh.

### Mai
- 10 mai : premier vol de l'avion de ligne de Havilland DH.114 Heron.
- 17 mai : la compagnie aérienne américaine Transcontinental & Western Air est renommée Trans World Airlines (TWA) pour marquer sa vocation planétaire.
- 25 mai : l'accident du premier prototype Arsenal VG 90 est fatal à Pierre Decroo.

### Juin
- 16 juin : premier vol de l'avion de chasse argentin FMA IAe 33 Pulqui II.
- 19 juin : premier vol du chasseur britannique Hawker P.1081.
- 25 juin : début de la guerre de Corée.
- 30 juin : le prototype de l’avion de ligne français SNCASE SE.2010 Armagnac (F-WAVA), piloté par Pierre Nadot et Léopold Galy pour un vol d'essai, est détruit quand il s'enflamme au décollage et s'écrase après que le bord d'attaque d'une aile se soit détaché. L'accident a tué deux personnes à bord, à savoir les membres d’équipage Leroy et Clerc, et une personne au sol, un ouvrier[1].

### Juillet
- 28 juillet : première certification au monde d'un avion de ligne à réaction, le Vickers Viscount.

### Septembre
- 4 septembre : première récupération par hélicoptère d'un pilote tombé derrière les lignes ennemies, il s'agit du capitaine Robert Wayne.
- 9 septembre : premier vol d'essai du réacteur français Snecma Atar.
- 29 septembre : le capitaine Richard V. Wheeler bat le record du monde d'altitude de saut en parachute avec 13 000 m.

### Octobre
- 9 octobre : premier vol d'un réacteur francais Snecma Atar depuis un Martin B-26 Marauder qui décolle de l'aérodrome de Melun-Villaroche,
- 10 octobre : premier vol du chasseur expérimental britannique Boulton Paul P.111.

### Novembre
- 7 novembre : la BOAC retire du service ses derniers hydravions.
- 8 novembre : premier combat entre avions à réaction. Un Lockheed P-80C, piloté par le lieutenant américain Russel J. Brown abat un MiG-15 chinois en Corée.